# Sab changa si
Sab changa si (englischer Festivaltitel All Was Good) ist ein indischer Dokumentarfilm unter der Regie von Teresa A. Braggs aus dem Jahr 2022. Der Film feierte am 14. Februar 2022 auf der Berlinale seine Weltpremiere in der Sektion Forum Expanded.

## Handlung
In Sab changa si fließen das Persönliche und das Politische in einen intimen Dokumentarfilm zusammen. Der Film wurde zwischen 2019 und 2020 in einer politisch aufgeladenen Phase der indischen Geschichte in Bangalore gedreht. Nach einer im Dezember 2019 erlassenen Staatsbürgerschaftsreform (Citizenship Amendment Act, CAA), die religiös verfolgten Flüchtlingen mit Ausnahme von Muslimen schneller Asyl in Indien gewährt, kam es im selben Monat und zu Beginn des Jahres 2020 zu starken Protesten der muslimischen Bevölkerung in Indien. Auch in Bangalore gingen Studierende dagegen auf die Straße. Freundschaft, Liebe, Jugend, Widerstand und Sprache sind im Film ebenso präsent wie das Thema der Identität in Bezug auf Geschlecht, Religion, Kaste und Klasse.

## Produktion

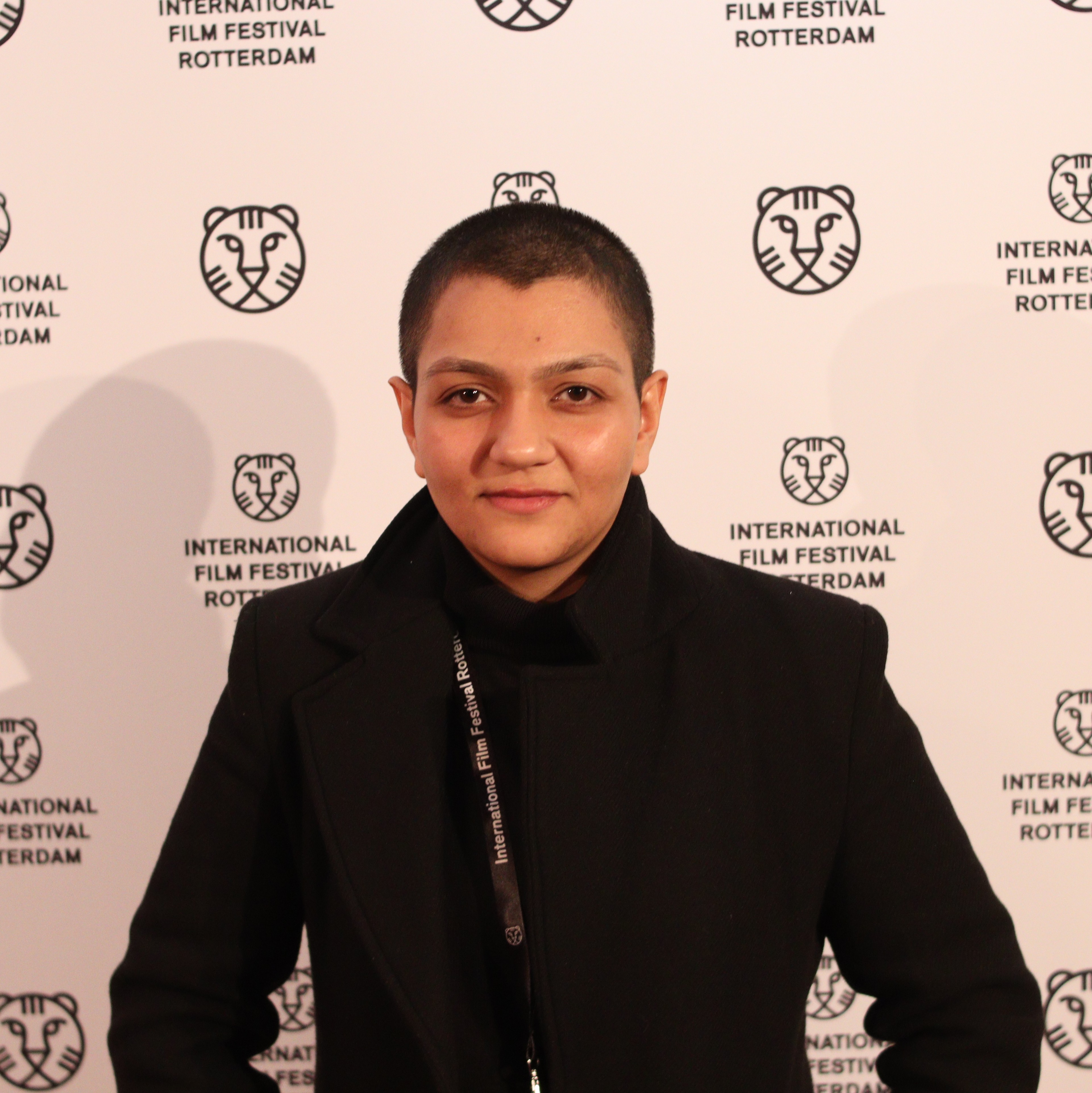
Teresa A. Braggs bei der Vorstellung des Films beim Internationalen Film Festival Rotterdam (Januar 2023)

Regie, Drehbuch und Musik stammen von Teresa A. Braggs, die auch die Produktion übernahm, die Kamera führte und für den Filmschnitt verantwortlich war. Es ist der erste Dokumentarfilm der Regisseurin.
Der Film feierte am 14. Februar 2022 auf der Berlinale seine Weltpremiere in der Sektion Forum Expanded.

## Auszeichnungen und Nominierungen
- Internationale Filmfestspiele Berlin 2022
  - Gewinner des Friedensfilmpreises (5.000 Euro)[2]
  - Nominiert für den Teddy Award als Bester Dokumentar-/Essayfilm